# 姑墨
姑墨，古代西域三十城国之一。又作姑默、亟墨、跋禄迦、缽換、撥換，今新疆阿克苏、温宿一带。

## 概述
姑墨國的首都是南城（今新疆阿克苏东的喀拉玉尔衮），離漢朝首都長安有八千一百五十里。姑墨有戶二千二百，人口二萬四千五百，軍隊四千五百人。出產銅、鐵、雌黃。主营农业，兼营畜牧业。汉朝时透過西域都护、西域长史與帝國互動，国王之下设姑墨侯、辅国侯、都尉、左右将军、左右骑君各一人及译长二人以辅政。一世紀初，王莽時代，姑墨王丞殺溫宿王，把溫宿併入姑墨。。三世紀三国曹魏时，姑墨附属于龟兹。南北朝时作姑默。唐朝属于龟兹都督府，在其地设姑墨州。

## 关連項目
- 烏孫
- 于闐
- 焉耆
- 龟兹
- 康居
- 西域
- 莎車
- 車師
- 疏勒
- 大宛
- 大夏
- 大月氏
- 楼兰

## 延伸阅读
[在维基数据编辑]
 《欽定古今圖書集成·方輿彙編·邊裔典·姑墨部》，出自陈梦雷《古今圖書集成》
 《新唐書·卷221上》，出自《新唐書》